# Wilhelm Schmidt
Wilhelm Schmidt (16. února 1868 Hörde – 10. ledna 1954 Fribourg) byl katolický teolog, lingvista, antropolog, orientalista a etnolog. Proslavil se svou hypotézou o vzniku náboženství z prvotního monoteismu. Většina jeho prací se snaží o vědecké podložení této teorie. Byl oficiálním religionistou římskokatolické církve a jeho práce měly ve své době velký vliv nejen na religionistiku.

## Život
Wilhelm Schmidt se narodil v Hörde u Dortmundu ve Vestfálsku. Jakmile ukončil střední školu, začal roku 1883 studovat v Holandsku teologii a filosofii. Po ukončení studia, v roce 1892 byl vysvěcen na kněze. Následující léta studoval v Berlíně islamistiku a semitské jazyky. Od roku 1895 začal vyučovat v rakouském Mödlingu u Vídně teologii, lingvistiku a dějiny náboženství. Jako misionář procestoval Ohňovou zemi, Zadní Indii, Východní Afriku i Filipíny. Roku 1902 Schmidt přijal rakouské občanství.
Roku 1906 založil významný antropologický časopis Anthropos, který dodnes vychází. V témže roce přednesl přednášku na shromáždění Görresovy společnosti na téma Myšlenka vývoje v religionistice. Teze, které tehdy pronesl, se staly podkladem pro jeho asi nejslavnější práci o původu ideje boha, Der Ursprung der Gottesidee (12 svazků, 1912–1955).
Roku 1921 se stal profesorem etnologie ve Vídni a od roku 1924 vedl vědecké oddělení vatikánského muzea pro dějiny misie. V roce 1932 založil v Mödlingu u Vídně vědecké pracoviště s názvem Anthropos, roku 1938 však byl nacisty zatčen a musel se přemístit i s institutem do švýcarského Frodeville. Od roku 1941 byl profesorem etnologie a jazykovědy ve švýcarském Fribourgu až do roku 1948, kdy odchází do důchodu.

## Degenerativní hypotéza
Schmidt je znám především díky zkonstruování tzv. degenerativní hypotézy o původu náboženství. Podle této teorie stojí na počátku všech dějin náboženství víra v jednoho nejvyššího boha (prvotní monoteismus, „urmonoteismus“). Postupem času se lidstvo od tohoto boha odklání, aby se k němu vrátilo prostřednictvím křesťanského monoteismu. Tuto teorii se snažil podložit rozsáhlým materiálem z oblasti etnografie.
Schmidtova teorie hrála ve své době velkou roli. Byla oponentem k evolučním teoriím o vzniku náboženství, jejichž stoupenci byli tzv. „progresionisté“, zatímco stoupence degenerativní hypotézy dnes nazýváme „degeneracionisté“.
Kritika Schmidtova pojetí původu náboženství směřuje dvěma směry:
- Schmidt se ve svých pracích sice opírá o rozsáhlý materiál, ale ten se týká jenom některých, zejména pasteveckých etnik, jejichž pojetí se velmi blíží křesťanskému bohu
- V žádném případě nelze doložit prastarou, jednotnou kulturu, ze které Schmidtova teorie vychází.

V teorii urmonoteismu, se odráží velký vliv A. Langa. Dnes se Schmidtova teorie pokládá za překonanou.[zdroj?]